# Stabilisateur de l'humeur
Un stabilisateur de l'humeur (aussi connu sous les termes génériques thymorégulateur, normothymique, psychorégulateur ou psychoisoleptique) est un médicament psychotrope utilisé pour soigner les troubles de l'humeur caractérisés par des changements d'humeur intenses, comme ceux observés chez les personnes souffrant de trouble bipolaire.

## Utilisation

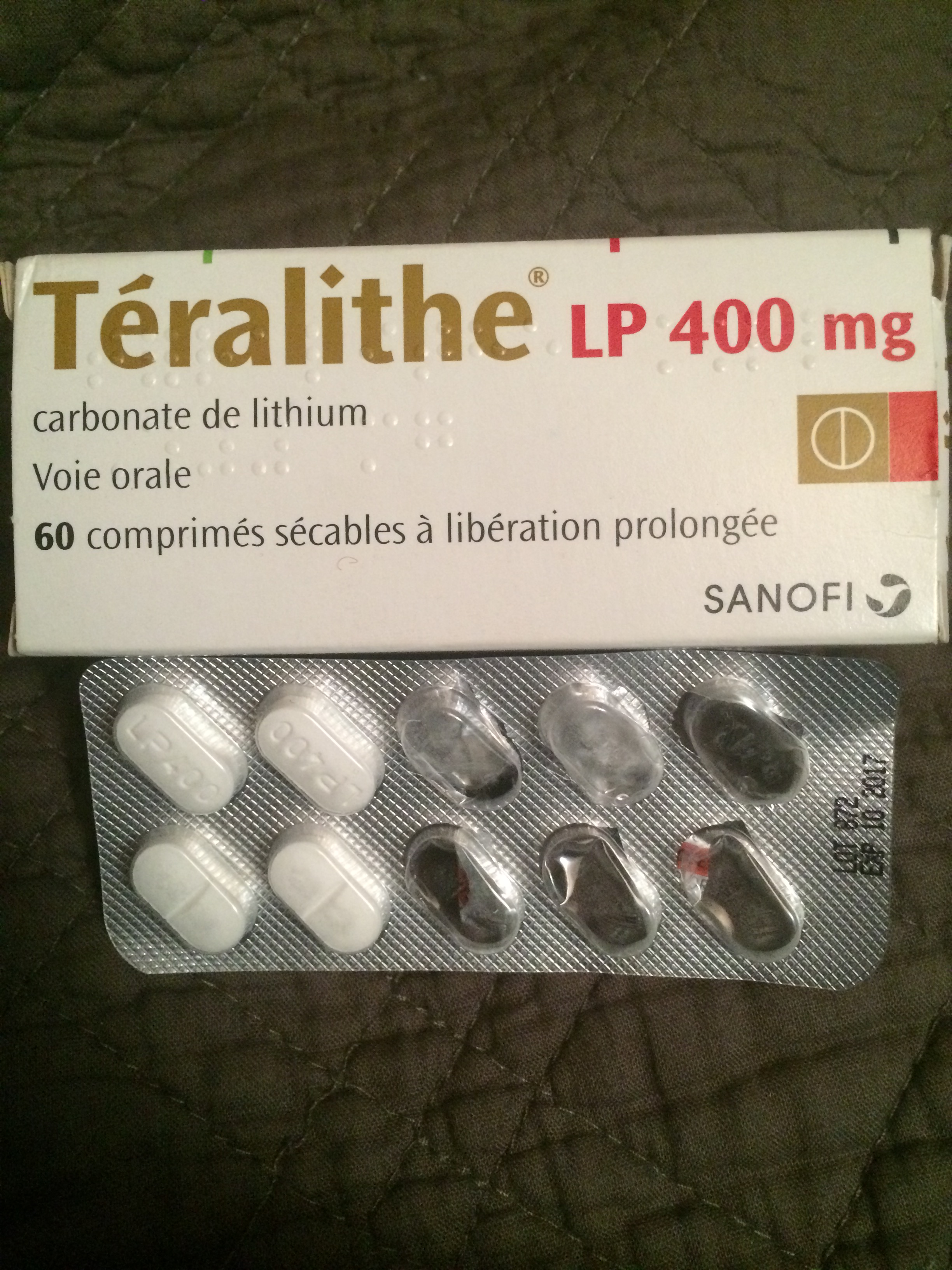
Des sels de lithium.

Utilisés dans le cadre du trouble bipolaire pour la stabilisation au long cours de l'humeur, les thymorégulateurs peuvent également être utilisés dans les épisodes aigus de manie, d'hypomanie et de dépression ainsi qu'au cours des états mixtes. Plusieurs médicaments anticonvulsivants, utilisés pour contrôler l’épilepsie, sont aussi efficaces dans le traitement de la manie et de la bipolarité. Chez certains patients, un stabilisateur de l’humeur ne sera pas suffisant et devra être combiné avec d’autres médicaments, tels des neuroleptiques. Les thymorégulateurs sont également utilisés pour traiter le trouble de la personnalité borderline et la schizophrénie dysthymique.
Les thymorégulateurs peuvent aussi rentrer dans des stratégies de traitement des EDC, notamment résistants ou chroniques, pour potentialiser l'action des antidépresseurs. Leur efficacité est établie par plusieurs méta-analyses,,, et en particulier pour la réduction de la suicidalité.

## Médicaments disponibles
Les principaux thymorégulateurs possédant une autorisation de mise sur le marché en France dans cette indication sont les sels de lithium (Téralithe), la carbamazépine (Tégrétol), l'acide valproïque (Dépakine) la lamotrigine (Lamictal) et l'oxycarbazépine (Trileptal).
Certains antipsychotiques atypiques sont aussi indiqués dans le traitement à court terme des états maniaques, voire dans la prévention des récidives tels l'olanzapine (Zyprexa), la quétiapine (Xeroquel) ou l'aripiprazole (Abilify).

## Effets secondaires
Plusieurs stabilisateurs de l’humeur ont des effets secondaires tels que la soif, la prise de poids, la somnolence, des nausées, une baisse de la libido et des problèmes variables de concentration. Des tremblements, des étourdissements, un déséquilibre intestinal et des rougeurs (éruption cutanée) peuvent aussi se manifester. La majorité de ces effets secondaires s’amenuisent avec le temps. Enfin, la plupart de ces médicaments sont contre-indiqués avec la grossesse.

## Mécanisme d'action
À l'instar des antidépresseurs par exemple, le mode d'action des thymorégulateurs reste mal connu. Les sels de lithium inhiberaient l'inositol monophosphatase, une enzyme, ou ils pourraient moduler la protéine kinase C. Les anticomitiaux eux, diminueraient à la fois la libération de glutamate au niveau des canaux ioniques, et augmenteraient la synthèse et la libération du GABA.